# Echthistatus spinosus
Echthistatus spinosus là một loài bọ cánh cứng trong họ Cerambycidae.